# Billy the Kid
Henry McCarty "Billy the Kid"[1] ( pseudônimo William H. Bonney; 23 de novembro de 1859 — 14 de julho de 1881) foi um pistoleiro e ladrão de gado e de cavalos norte-americano. Antes de se tornar um conhecido fora-da-lei participou da Guerra do Condado de Lincoln, no Novo México. Era membro do Reguladores de Lincoln, grupo de delegados que buscava vingança pela morte do seu patrão, John Henry Tunstall. Também era conhecido pelo nome de Henry Antrim.
Segundo uma famosa lenda, Billy teria matado vinte e um homens, exatamente o mesmo número de anos que o fora-da-lei viveu. No entanto, registros e relatos históricos contabilizam apenas quatro. Essa lenda teve origem no seu obituário, publicado pelo jornal sensacionalista Santa Fe Weekly Democrat em 21 de julho de 1881. O jornal informava erroneamente que o pistoleiro que matou um homem para cada ano de vida havia sido encontrado e consequentemente morto pelo Xerife de Lincoln Pat Garrett.

## Juventude
Embora ainda existam algumas dúvidas, acredita-se que Billy the Kid tenha nascido em Manhattan, Nova Iorque, em 23 de novembro de 1859, com o nome de Henry McCarty. Perdeu o pai ainda cedo e mudou-se com a mãe (Catherine McCarty) e o irmão (Joseph McCarty) para Indiana. Lá Catherine se casou com William Antrim.
Mudam-se novamente, primeiro para Wichita (Kansas), depois para Santa Fé e finalmente Silver City (Novo México), onde a sua mãe adoeceu e morreu de tuberculose. Billy (Henry) tinha então 14 anos. Em Silver City foi preso com seu amigo George Shaffer, em uma lavanderia, acusado de roubar roupas. Mas ele fugiu da prisão e passou a vaguear pelos desertos americanos e mexicano furtando cavalos.
Aos dezessete anos, no Arizona, cometeu o seu primeiro homicídio, matando Frank P. Cahill, um ferreiro tido como brigão e que costumava provocar e ofender Billy. Conta-se que após uma discussão entre os dois num bar, Cahill atacou Billy e derrubou-o ao chão, quando o garoto sacou seu revólver e acertou um tiro no abdômen de Cahill antes que este pudesse atingi-lo outra vez. Para escapar das autoridades, fugiu para o Novo México e dedicou-se ao furtos de cavalos e cortejos às mulheres mexicanas, com quem adquiriu boa popularidade. No inverno de 1877, Billy hospedou-se e começou a trabalhar com Frank e George Coe no seu rancho, tornando-se grande amigo dos dois. Por intermédio de Richard Brewer, Henry (Billy) começou a trabalhar para John Tunstall, próspero rancheiro e homem de negócios.
Segundo Frank Coe, Billy teria ficado admirado com Tunstall. "Quando foi contratado pelo inglês, Billy ganhou um cavalo, roupas e uma arma nova. Era a primeira vez que ganhara algum presente na sua vida".

## Guerra do Condado de Lincoln e osReguladores
Em 1878, numa disputa comercial entre Tunstall e seu rival nos negócios, James J. Dolan, Jonh Tunstall foi assassinado. Alexander McSween, o seu advogado e sócio, conseguiu que Billy e os outros homens de Tunstall fossem nomeados delegados da justiça pelo juiz de paz John Wilson. Batizados de "Os Reguladores de Lincoln", o grupo liderado pelo Condestável Richard Brewer, foi em busca dos culpados pela morte do fazendeiro inglês. Na busca, alguns dos procurados são mortos pelo grupo. Os seus rivais, politicamente mais poderosos, conseguiram que o corrupto governador Samuel B. Axtell revogasse os mandados de Billy e dos seus aliados, passando-os à condição de foras-da-lei.
No primeiro de abril, um grupo dos Reguladores formado por Jim French, Frank McNab, John Middleton, Fred Waite, Henry Brown e o próprio Billy, emboscaram e mataram o Xerife William J. Brady e o seu delegado George W. Hindman na rua principal de Lincoln. Durante a ação, Billy foi ferido por um tiro na perna. Brady, notável aliado de James Dolan, era suspeito de ser um dos mandantes do assassinato de Tunstall. Hindman por outro lado, estava entre o grupo que emboscou e assassinou John Tunstall, na tarde do dia 18 de fevereiro. Billy foi um dos participantes do tiroteio em Blazer's Mill no dia 4 de abril de 1878. Foi ferido no braço por um tiro disparado por Andrew L. "Buckshot" Roberts. Durante o confronto, Richard Brewer, líder dos Reguladores foi morto por Roberts com um tiro no olho direito. Roberts gravemente ferido no estômago, morreu algumas horas depois.
O conflito continuaria por mais alguns meses, quando os "Reguladores" foram finalmente dispersados depois do cerco à casa de Alexander McSween (sócio de Tunstall) durante a Batalha de Lincoln. Durante o episódio, Billy e alguns de seus companheiros são encurralados na casa de Alex McSween. Liderados pelo próprio Billy, os ocupantes da casa iniciaram a fuga pelo portão lateral da propriedade após esta ser incendiada pelos homens de Dolan. Sob uma intensa saraivada de tiros, alguns membros do grupo conseguiram fugir pela escuridão do rio atrás da casa (incluindo Billy). No entanto, Alexander McSween e mais dois Reguladores foram mortos no processo.

## A vida como fora da lei e morte

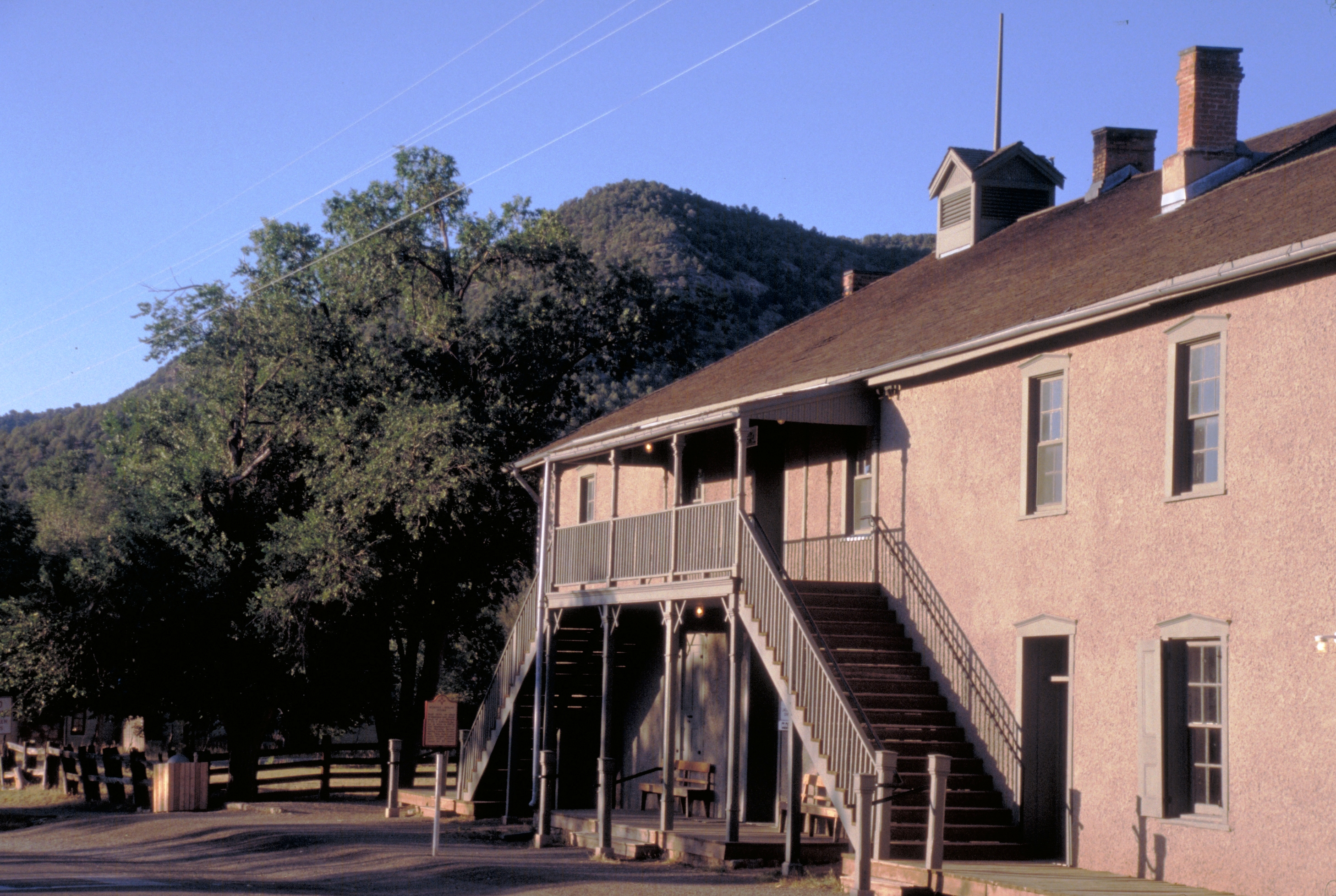
Antigo Fórum de Lincoln. De onde Billy escapou em 12 de julho.

Depois do fim do conflito, os reguladores restantes fugiram de Lincoln e se estabeleceram em Fort Summer, Novo México. Lá o grupo se despediu pela última vez; Frank e George Coe fugiram para o norte; Scurlock para o Condado, no Texas; John Middleton, Henry Brown e Fred Waite fugiram para o leste e tentaram convencer Billy e O'Folliard a fazer o mesmo. Os dois recusaram.
Billy, Tom O'Folliard e Charlie Bowdre continuaram a roubar gado e cometer pequenos furtos no Novo México, onde formaram uma gangue de ladrões de gado com os novos membros Tom Peckett, Billy Wilson e Dave Rudabaugh. Em 18 de fevereiro de 1879, Huston Chapmann, advogado de Susan McSween foi assassinado em uma rua de Lincoln pelo próprio James Dolan. Billy se ofereceu como testemunha de acusação e fez um acordo com o governador Lew Wallace. Segundo o acordo, Billy ficaria "preso" durante o processo, para sua segurança, enquanto esperava o julgamento dos assassinos de Tunstall e Chapmann. Recebendo a anistia após o julgamento dos réus. Em 12 de julho, Billy foge de Lincoln depois de descobrir que o procurador não o libertaria. Durante o processo, acaba por matar Bob Ollinger e J.W Bell, delegados da cidade e ex-membros dos Seven Rivers Warriors, inimigos mortais de Billy na guerra de Lincoln.
Em janeiro de 1880, enquanto jogava em um Saloon em Fort Summer, Billy discutiu com Joe Grant, um bêbado local. Durante a discussão, Grant teria apostado 25 dólares com Kid que mataria um homem naquela noite. Jim Chisum, irmão de John Chisum estava no bar naquele momento, convidado por Billy para tomar uma bebida. Mais tarde, Grant, completamente alcoolizado e violento começou a arremessar garrafas atrás do bar, e enquanto encarava Jim, jurou John Chisum de morte. Billy disse a Grant; "você se enganou, este é Jim, irmão do velho Tio John". Quando Billy virou as costas, Joe gritou "mentira!" e tentou disparar um tiro em Billy. A arma, no entanto, havia sido sabotada por Billy antes do início da briga. Ao ouvir o gatilho, Billy virou e acertou um tiro em Grant, que caiu morto.
Em 19 de dezembro de 1880, Billy the Kid e sua gangue chegava a Fort Summer após o anoitecer para descansar, quando o grupo foi emboscado por Pat Garrett e seus homens. No confronto, Tom O' Folliard foi morto com um tiro no peito; Cinco dias depois, em uma nova emboscada em Stiking Springs, Charlie Bowdre foi morto. Finalmente, na noite de 14 de julho de 1881, Billy foi morto pessoalmente por Pat Garrett em Fort Summer, enquanto estava escondido no rancho de um velho amigo, Peter Maxwell. Conta-se que Billy entrava no quarto de Peter, quando percebeu alguém escondido nas sombras do cômodo. Não reconhecendo Pat, Billy perguntou em espanhol "quem é"? Garrett então, disparou duas vezes. Um dos tiros acertou o peito de Billy, que morreu pouco depois.

### Mortos por Billy the Kid[4]
| Nome            | Circunstância     | Ocupação             | Data |
| --------------- | ----------------- | -------------------- | ---- |
| Frank P.Cahill  | Briga             | Ferreiro             | 1877 |
| J.W Bell        | Tentativa de Fuga | Fora da Lei/Delegado | 1879 |
| Bob Ollinger    | Tentativa de Fuga | Fora da Lei/Delegado | 1879 |
| Joe "Red" Grant | Briga             | Desconhecido         | 1880 |

### Mortos com participação de Billy the Kid
| Nome                    | Circunstância | Ocupação             | Data |
| ----------------------- | ------------- | -------------------- | ---- |
| Frank Baker             | Tiroteio      | Fora da Lei          | 1878 |
| Buck Morton             | Tiroteio      | Fora da Lei          | 1878 |
| William J. Brady        | Tiroteio      | Xerife               | 1878 |
| George Hindman          | Tiroteio      | Fora da Lei/Delegado | 1878 |
| Manuel "Indian" Segovia | Tiroteio      | Fora da Lei          | 1878 |

## Vivendo no Texas até 1950?
Billy the Kid ficou conhecido por inúmeros nomes: William Bonney, Kid Antrim, William Antrim, Jr. e, naturalmente Henry McCarty seu nome de batismo. Mas existem os que defendem que Billy não era o homem assassinado por Garrett em Fort Summer, e que ele teria vivido no Texas, com a alcunha de "Brushy Bill" Roberts, até a morte em 1950.
Em 1948, William V. Morrison, um investigador particular de St.Louis, foi enviado à Flórida para trabalhar no caso de um homem já muito idoso chamado Joe Hines. Hines brigava na justiça por uma terra deixada por seu já falecido irmão. Durante uma das conversas, Hines contou um pouco sobre sua vida e disse ser um dos três participantes da Guerra de Lincoln ainda vivos. Um dos três era Jim McDaniels, membro da gangue conhecida como The Boys. Hines seria o antigo líder dessa gangue, ninguém menos que Jesse Evans, foragido desde 1882. Jesse teria dito a Morrison que o terceiro sobrevivente morava em Hico no Texas e foi conhecido na sua juventude como The Kid; seu nome Oliver L. Roberts, conhecido como "Brushy Bill" Roberts.
Muitos autores renomados, no entanto, são ferrenhos opositores dessa teoria. Como é o caso de Frederick Nolan, um dos maiores especialistas em Guerra de Lincoln e Billy. Segundo o autor, Bill Roberts era só um homem velho e louco. Nolan defende que uma possível árvore genealógica da família de Brushy Bill, registrava que ele havia nascido em 1879, dois anos antes de Billy ser supostamente assassinado. O que torna impossível que Brushy Bill fosse realmente o lendário fora da lei.

## Perdão
Em 1880, o então governador do então Território Novo México, Lew Wallace, teria prometido perdão a Billy. A história se arrastou, e, finalmente, em 31 de dezembro de 2010, o governador do Novo México, Bill Richardson, negou o perdão a Billy.

## Fotografias
Até 2019, apenas duas fotografias de Billy foram confirmadas como autênticas; algumas poucas outras estão em processo de reconhecimento de autenticidade.

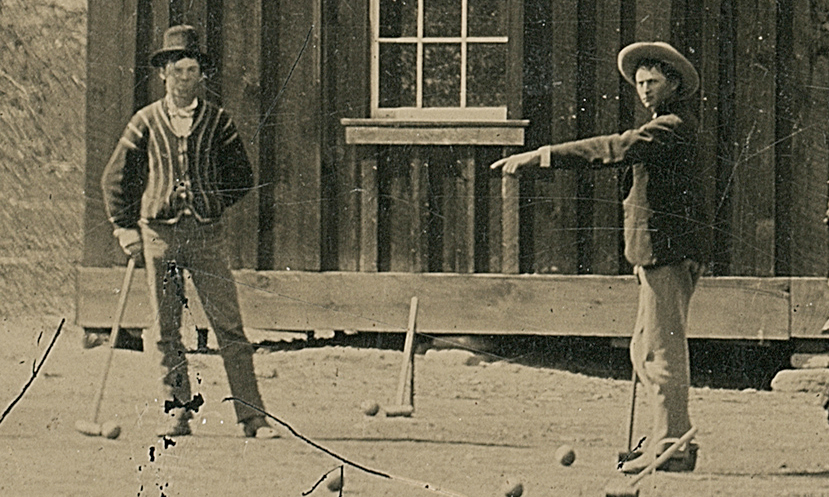
Billy (à esquerda) jogando croquet no verão de 1878.

A primeira foto em que Billy the Kid aparece da qual se tem notícia foi feita em 1880 em Fort Sumner, no Novo México. Com dimensões de cerca de 5x8 cm, a imagem foi vendida por 2,3 milhões de dólares em 2010. A imagem mostra Billy usando um revólver Colt no coldre do lado esquerdo. Isso levou os historiadores a acreditar que ele era canhoto, mas eles não levaram em conta que o processo de revelação usado produz imagens invertidas. Em 1954, os historiadores ocidentais James D. Horan e Paul Sann afirmaram que Billy era destro e carregava a pistola no quadril direito. A opinião foi confirmada por Clyde Jeavons, ex-curador do BFI National Archive. Vários historiadores, porém, acreditam que Billy, na verdade, era ambidestro.
Em 2015, a fotografia de Billy jogando croquet no verão de 1878 foi confirmada como autêntica, tornando-se, assim, a segunda fotografia original de Billy the Kid. Por conta disso, esta foto passou a ser avaliada em 5 milhões de dólares.

## Na cultura popular
Billy the Kid se tornou um dos mais famosos pistoleiros e foras da lei do período conhecido como Velho Oeste. Sua história, reforçada por diversas lendas, lhe renderam referências em diversos segmentos da cultura popular americana e mundial, principalmente na música e no cinema.

### Cinema
- Billy the Kid (1930), em que o personagem é interpretado por Johnny Mack Brown.
- O Proscrito (1943), em que seu personagem é interpretado por Jack Buetel.
- The Kid From Texas (1950), em que é interpretado por Audie Murphy.
- The Parson and the Outlaw (1957), em que é interpretado por Anthony Dexter.
- The Left Handed Gun (1958), com Paul Newman.
- Pat Garrett and Billy the Kid (1973), com trilha sonora feita por Bob Dylan. Com Kris Kristofferson no papel de The Kid.
- Young Guns (1988), em que seu personagem é interpretado por Emilio Estevez.
- Billy the Kid (1989), escrito por Gore Vidal e dirigido por William A. Graham. Com Val Kilmer no papel de Billy the Kid.
- Young Guns II (1991), continuação de Young Guns.
- Billy the Kid 2019.
- Old Henry (2021), dirigido por Potsy Ponciroli. Com Tim Blake Nelson no papel de Billy the Kid.

### Música
- "Billy the Kid" - suíte para balé do compositor norte-americano Aaron Copland.
- A primeira faixa do álbum Blaze of Glory, composto por Jon Bon Jovi, "Billy Get Your Guns" foi feita diretamente para Billy the Kid.
- A banda de metal Running Wild também fala sobre Billy the Kid. A 12ª faixa do álbum Blazon Stone, de 1991, chamada "Billy the Kid", conta brevemente a história do fora-da-lei.
- O músico Charlie Daniels compôs uma single em 1976, contando a história de "Billy the Kid".
- Dia Frampton compôs e gravou uma canção intitulada "Billy the Kid", contando a história dele.
- "The Ballad of Billy the Kid" é uma música escrita e gravada pelo músico Billy Joel, no seu álbum "Piano Man".
- "Billy the Kid" música dos Tédio Boys, banda mítica de Coimbra, Portugal.
- Na música 6balas, de Kamaitachi, há referência a Billy e sua Winchester.
- A música Esto No Es El Oeste, Pero Aqui También Hay Tiros da banda espanhola Kortatu homenageia Billy.
- "Billy the Kid" - música do cantor-compositor americano Marty Robbins, do seu quinto álbum de estúdio Gunfighter Ballads and Trail Songs.
- A música "História Pequeno Billy" do músico Brasileiro KF conta uma história toda vivida por Billy the Kid.

### Televisão
- "A Casa na Árvore dos Horrores XIII" - No seriado Os Simpsons, Billy the Kid, volta à vida e atormenta Springfield.
- Kamen Rider Ghost - como um damashii